# What's This Life For
What's This Life For är en låt och singel av hårdrock bandet Creed. Det är den andra singeln från deras debutalbum från 1997, My Own Prison. Låten nådde #1 på Mainstream Rock Tracks listan i USA, och blev deras första #1 hit på denna lista. Den förblev på första platsen i sex veckor.
Frontmannen Scott Stapp och gitarristen Mark Tremonti skrev den här låten om en vän de hade som hade begått självmord. Sångtexterna handlar om hur svårt det är att hitta glädje och en mening i världen. Låten använder sig av den enda svordomen i alla Creeds tre album ("Don't have to settle no god damn score"). "What's This Life For" var också med i filmen Halloween H20: 20 Years Later.